# What I Go to School For
"What I Go to School For" és el senzill amb el qual la banda de pop rock britànica Busted es va presentar al públic l'any 2002. Va arribar al número #3 a la UK Singles Chart. Va ser inspirat en l'enamorament que va tenir el baixista de Busted, Matt Willis, amb una professora que va tenir a l'escola.
La cançó va ser parodiada per Amateur Transplants en el seu àlbum del 2004 Fitness to Practice, i més tard reescrita per a nens més petits per la banda Americana de pop rock Jonas Brothers i versionada en el seu àlbum del 2006 It's About Time..

## Llistes
| Llista (2002)            | Posició |
| ------------------------ | ------- |
| Austrian Singles Chart   | 32      |
| German Singles Chart     | 34      |
| Irish Singles Chart      | 20      |
| UK Singles Chart         | 3       |
| Llista (2003)            | Posició |
| Australian Singles Chart | 22      |
| Swiss Singles Chart      | 33      |

## Llista de pistes
Versió britànica:
CD1:
1. "What I Go To School For (Senzill)"
2. "What I Go To School For (Versió acústica)"
3. "What I Go To School For (Remix alternatiu)"
4. "What I Go To School For (Instrumental)"
5. "What I Go To School For (CD-ROM Vídeo)"

CD2:
1. "What I Go To School For (Versió de l'àlbum)"
2. "Brown Eyed Girl"
3. "CD-ROM Entrevista interactiva"

Versió americana:
1. "What I Go to School For (Versió de Ràdio)"
2. "What I Go to School For (Versió de l'àlbum)"
3. "What I Go to School For (Pista de CD-ROM)"